# 리소큐
리소큐(일본어: 離想宮 りそうきゅう[*])는 일본의 싱어송라이터, 작곡가이다. 군마현 마에바시시 출신이다.